# Zelotes creticus
Zelotes creticus este o specie de păianjeni din genul Zelotes, familia Gnaphosidae. A fost descrisă pentru prima dată de Kulczynski, 1903. Conform Catalogue of Life specia Zelotes creticus nu are subspecii cunoscute.